# Płatkonosy
Płatkonosy (Cnemophilidae) – rodzina ptaków z podrzędu śpiewających (Oscines) w obrębie rzędu wróblowych (Passeriformes). Wcześniej była zaliczana do cudowronek (w randze podrodziny).

## Występowanie
Rodzina obejmuje gatunki występujące tylko w górskich lasach Nowej Gwinei. 

## Charakterystyka
Ptaki te charakteryzują się następującymi cechami:
- endemity
- słabe nogi i stopy
- jedzą wyłącznie owoce
- budują zamknięte gniazda
- składają jedno jajo
- samica sama opiekuje się jajami i pisklętami.

Długość ciała 17–24 cm, masa ciała 50–104 g.

## Systematyka
Do rodziny należą następujące rodzaje:
- Cnemophilus De Vis, 1890
- Loboparadisea Rothschild, 1896 – jedynym przedstawicielem jest Loboparadisea sericea Rothschild, 1896 – płatkonos żółtobrzuchy.